# 관설초등학교
관설초등학교는 대한민국 강원특별자치도 원주시에 있는 초등학교다.

## 학교 연혁
- 1964.12.21 금대국민학교 관설분교장 설립 인가
- 1965.04.17 관설분교장 개교(학생 수 91명)
- 1968.12.04 관설국민학교 승격 인가
- 1969.04.01 관설국민학교 개교
- 1969.12.11 6개 교실 신축 준공(철근콘크리이트)
- 1971.02.15 제1회 졸업식 거행
- 1996.03.01 관설초등학교로 개명
- 2015.02.06 제45회 졸업식(누계 1,819명)
- 2015.03.01 제16대 박관희 교장 부임

## 참고 자료
- 관설초등학교 - 한국교육학술정보원 학교알리미